# اریک پواسون
اریک پواسون (انگلیسی: Eric Poisson) یک فیزیک‌دان اهل کانادا است.